# Пальчатка кров'яна
Пальчатка кров'яна, пальчатка кривава (Digitaria sanguinalis (L.) Scop.) – вид рослин родини тонконогові (Poaceae). Етимологія: лат. sanguinalis — «червоний».

## Опис
Стебла до 60(80) см, висхідні, голі. Листові пластини 18 × 0,2–1,1 см. Волоть (3)4–16 см. Колоски 2–3,5 мм, ланцетні або еліптичні. Період цвітіння триває із серпня по жовтень.

## Поширення
Північна Африка: Алжир; Єгипет; Лівія; Марокко; Туніс. Азія: Саудівська Аравія; Афганістан; Кіпр; Єгипет — Синай; Іран; Ірак; Ізраїль; Йорданія; Ліван; Сирія; Туреччина; Казахстан, Киргизстан; Туркменістан; Узбекистан; Китай — Аньхой, Ганьсу, Хебей, Хенань, Шеньсі, Шаньдун, Сичуань, Синьцзян, Тибетський автономний район; Індія; Непал; Пакистан. Кавказ: Вірменія; Азербайджан; Грузія; Росія — Передкавказзя, Дагестан. Європа: Угорщина; Словаччина; Білорусь; Молдова; Росія — європейська частина; Україна [вкл. Крим]; Албанія; Болгарія; Хорватія; Греція; Італія [вкл. Сардинія, Сицилія]; Румунія; Словенія; Франція; Португалія; Іспанія [вкл. Балеарські острови, Канарські острови]. Натуралізований в деяких інших країнах. Росте на вологих луках і зрошуваних районах як бур'ян.

### Галерея

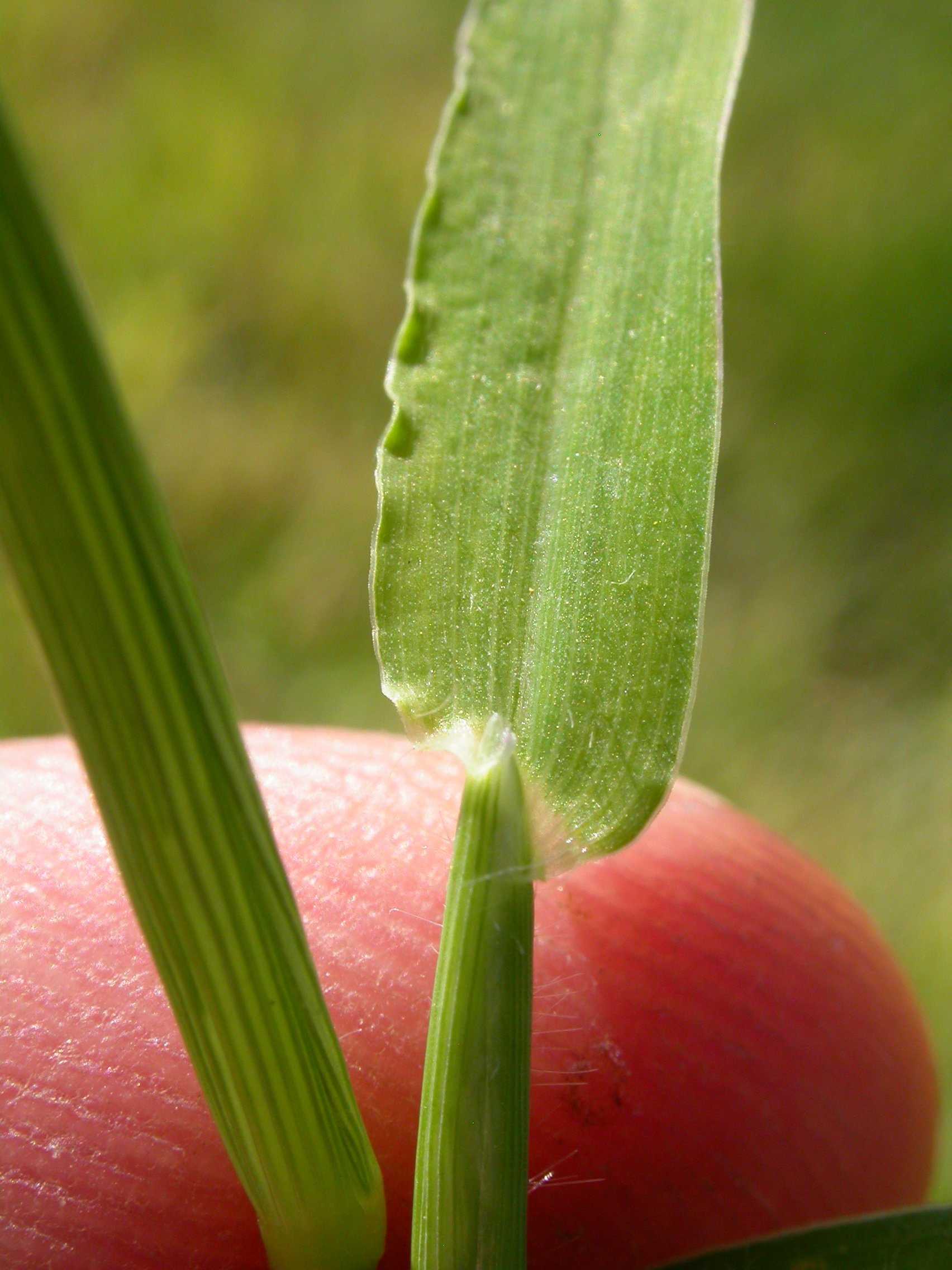
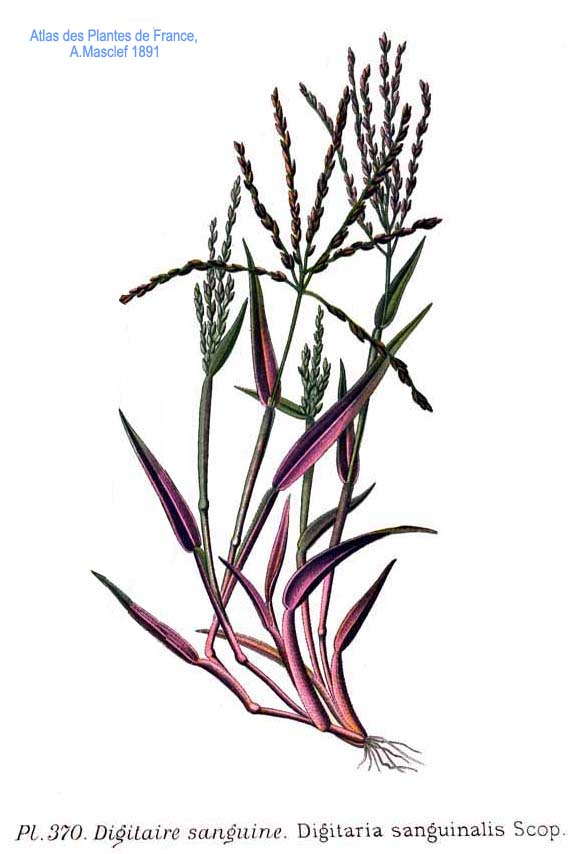
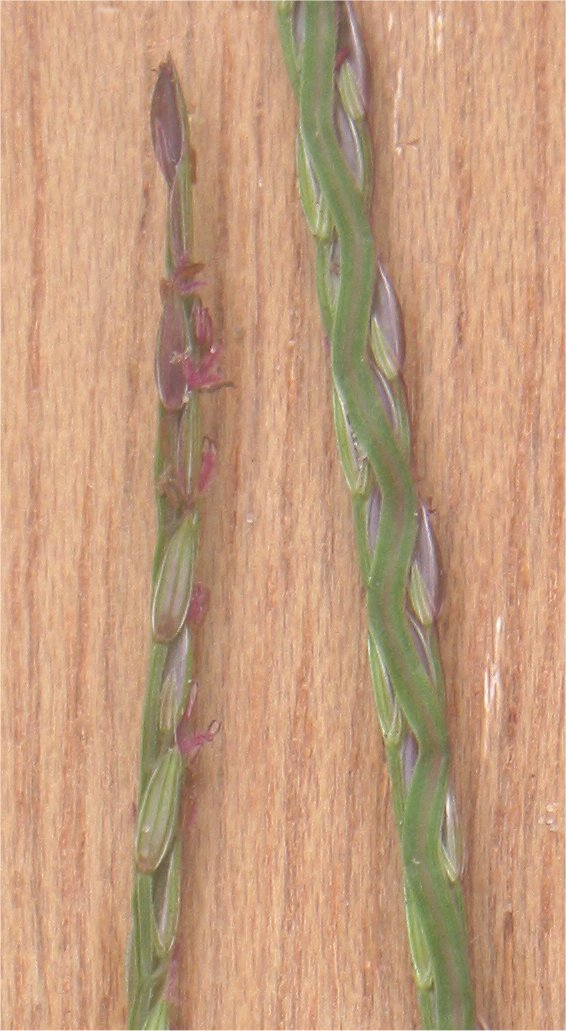
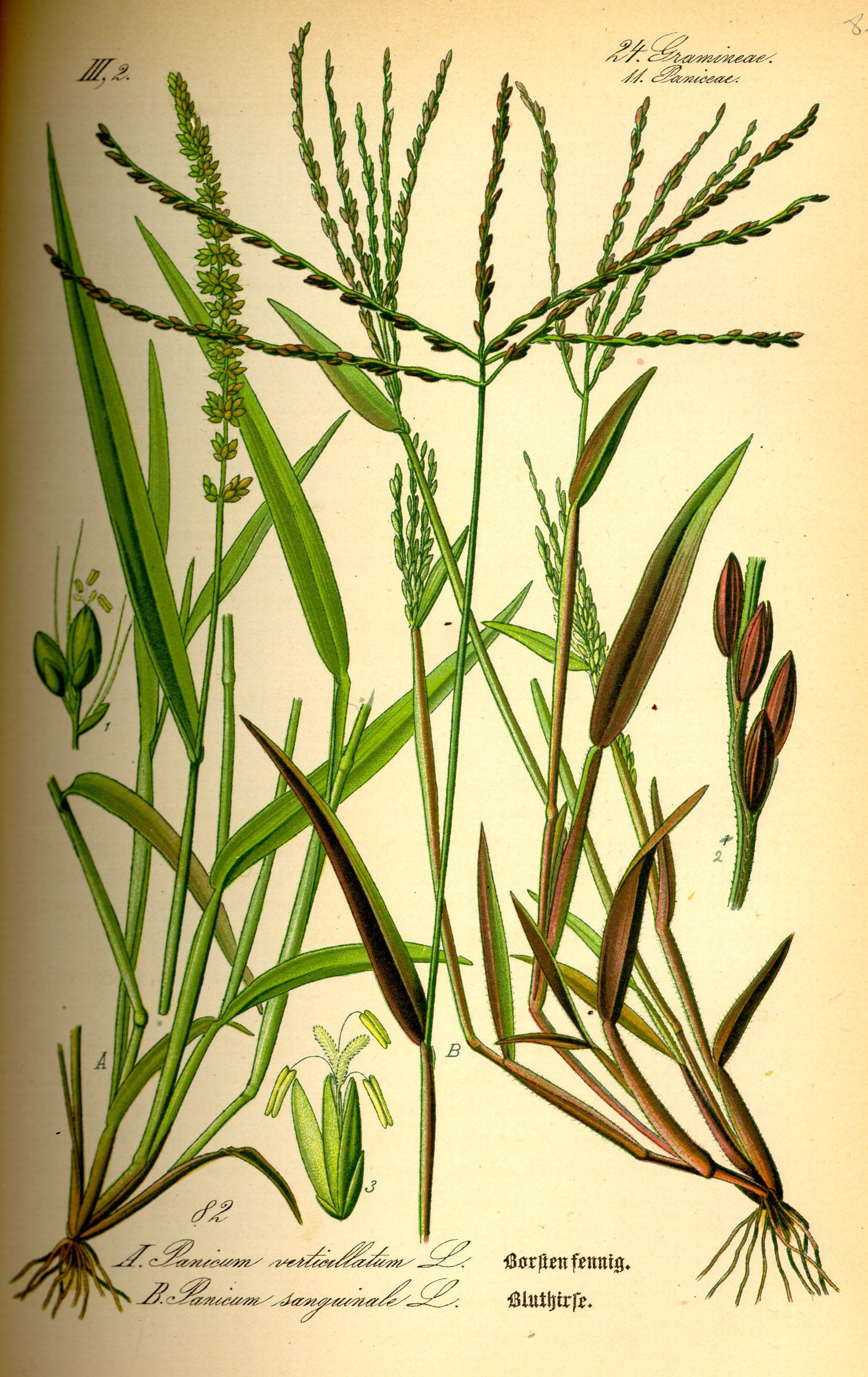